# Местр, Ксавье де
Не путать с Ксавье де Местр (арфист)
Граф Франсуа-Ксавье де Местр (на русский манер Ксаверий Ксаверьевич; 8 ноября 1763, Шамбери — 12 июня 1852, Санкт-Петербург) — сардинский дворянин, художник-дилетант, генерал-майор русской императорской армии, участник наполеоновских войн, член Туринской академии наук. Брат Жозефа де Местра.

## Детство и юность
Ксавье был двенадцатым ребёнком в семье графа Франсуа-Ксавье Местра (1705—1789), президента сената Савойи и управляющего государственным имуществом. Его мать, Мария-Кристина Моц (1727—1774), умерла, когда мальчику исполнилось 10 лет. Воспитанием и образованием Ксавье занимались старшие братья и сёстры (из пятнадцати детей де Местров выжило только десять), в том числе и его брат Жозеф — политик и писатель, оказавший большое влияние на политические взгляды брата, Мария-Кристина де Местр (1755—1814) — жена кавалера Ордена Святых Маврикия и Лазаря Пьера-Луи де Винье (1733—1806), Николя де Местр (1756—1837), Андре-Мари де Местр (1757—1818) — епископ Аосты, Анна де Местр (1758—1822) — жена Жака-Алексиса Вишара де Сен-Реаля (1746—1832), Мария-Марта де Местр (1759—1826), Жанна-Батиста-Франсуаза де Местр (1762—1834) — жена полковника артиллерии Шарля-Франсуа де Бютте (1738—1797), Мария Тереза де Местр (1765—1832) — жена шевалье Николя Константина де Мусси (1764—1816) и Виктор де Местр (1771—1801). Занятия с мальчиком вёл местный священник, который, кроме прочего, преподавал ему и рисование. Позднее Ксавье учился в школе художника Луи Гринже.

## Военная служба
С октября 1784 года де Местр начал военную службу кадетом в армии Сардинского королевства, 3 марта 1785 года ему было присвоено звание второго лейтенанта, а 24 сентября 1790 года — лейтенанта. В 1793 году его полк, сражаясь против французских войск, был заблокирован на Малом Сен-Бернаре. С частью полка под командованием герцога Монферра де Местр провёл лето в горах и ушёл на зимние квартиры в Аосту. Там он воссоединился со своей семьёй, которая бежала из Савойи в 1792 году, после вторжения туда французских войск во главе с генералом Монтескью-Фрезансаком. Собрание савойских депутатов постановило, что все покинувшие пределы страны являются эмигрантами, и конфисковало их имущество. Таким образом Местры лишились всего своего состояния.
В 1794 году, находясь под арестом (из-за участия в дуэли) в крепости Турин, написал «Путешествие вокруг моей комнаты». Опубликовать книгу младшему брату помог Жозеф, она пользовалась популярностью и была многократно переиздана. Позднее, в России де Местр написал вторую часть книги, получившую название «Ночное путешествие вокруг моей комнаты».
26 января 1797 года получил звание капитана Сардинской армии. После отречения Карла Эммануила IV в декабре 1798 года армия была распущена, и де Местр остался без средств к существованию.
В Аосте де Местр жил до 1799 года. Перерыв в службе де Местр посвятил изучению литературы под руководством отцов ордена варнавитов, а также созданию портретов своих родных и пейзажей Аостской долины.
В 1799 году командующий авангардом русской армии Багратион предложил де Местру, знакомому с условиями ведения боевых действий в горах, поступить на службу. Де Местр согласился, и 4 октября 1799 года был принят в русскую армию как офицер Сардинского королевства и был прикомандирован к штабу Суворова, под командованием которого участвовал в швейцарском походе. Вместе с армией прибыл в Петербург и, с дозволения Виктора Эммануила I, 5 января 1800 года стал капитаном русской армии.

## Москва
После опалы Суворова де Местр остался не у дел и 22 января 1802 года вышел в отставку. Чтобы как-то прокормить себя и семью сестры, которая приехала в Россию, Ксавье открыл в Москве художественную мастерскую и начал давать уроки живописи. Де Местр снискал популярность как мастер миниатюрной живописи. Широко известен портрет матери Пушкина, Надежды Осиповны, его работы. Салон Пушкиных Ксавье посещал регулярно и читал там свои стихи (в отличие от прозы, он никогда не стремился опубликовать их). Как вспоминала Ольга Павлищева, сестра поэта, именно де Местр разбудил поэтическое воображение Пушкина.

## Директор Морского музея
В Петербург де Местр вернулся в марте 1805 года. Здесь он, благодаря дружбе старшего брата с товарищем министра морских сил П. Чичаговым, был назначен директором «Морского музеума», в который была преобразована петровская Модель-камера, — потерявшее к тому времени своё практическое значение хранилище корабельных чертежей и моделей. Одновременно он стал почётным членом Адмиралтейского департамента. На посту директора де Местр занимался систематизацией коллекций, полученных музеем, особое внимание уделяя книжным собраниям. Он составил первую опись книг, которые легли в основу собрания Центральной военно-морской библиотеки; занимался комплектацией библиотек Кронштадтского, Роченсальмского, Ревельского портов. Благодаря де Местру, имевшему обширные знакомства в высшем свете и среди видных деятелей флота, коллекция Музея пополнялась и с помощью частных пожертвований. Далёкий от морского дела, де Местр уделял бо́льшую часть своего времени библиотечным делам, всё же, что касалось экспонатов морской тематики, он доверил своему заместителю А. Я. Глотову.
Работу в Музее де Местр совмещал с научной, публикуя результаты своих исследований в области физики и химии в академических издательствах за рубежом.

## Кавказ
В 1807 году получил чин подполковника, а в 1809 — полковника; 8 июля 1810 года был переведён в свиту императора и оставил пост директора Морского музея. Он был направлен в Грузию и из-за спешного отъезда не успел даже передать музейные собрания, находившиеся в его ведении. С 1810 по 1812 годы де Местр воевал на Кавказе, был ранен при осаде Ахалцыха и за проявленную в этом деле храбрость награждён орденами Св. Владимира третьей степени и Св. Анны второй степени.

## Отечественная война
В январе 1812 года де Местр возвратился в Петербург и был назначен в 3-ю армию под командованием генерала А. П. Тормасова. Во время Отечественной войны отличился в боях под Кобрином (награждён золотой шпагой) и под Красным (получил чин генерал-майора и награждён орденом Святой Анны первой степени). Принимал участие в осаде Данцига.
После войны занялся литературным трудом. В 1815 году в Париже вышли новеллы де Местра на французском языке «Пленники Кавказа» и «Юная сибирячка», которые удостоились хвалебного отзыва Сент-Бёва.
В 1815—1816 годах служил в Финляндии военным инспектором портов.

## В отставке
29 июня 1816 года в звании генерал-майора вышел в отставку. Некоторое время жил в Москве, потом переселился в Петербург.
Посвятил себя занятию литературой, работал в жанре портретной миниатюры и пейзажа. Его новеллы на русские темы были отмечены А. Ф. Вельтманом и В. И. Далем. Переводил басни И. А. Крылова и русские народные песни на французский язык.

## Семья

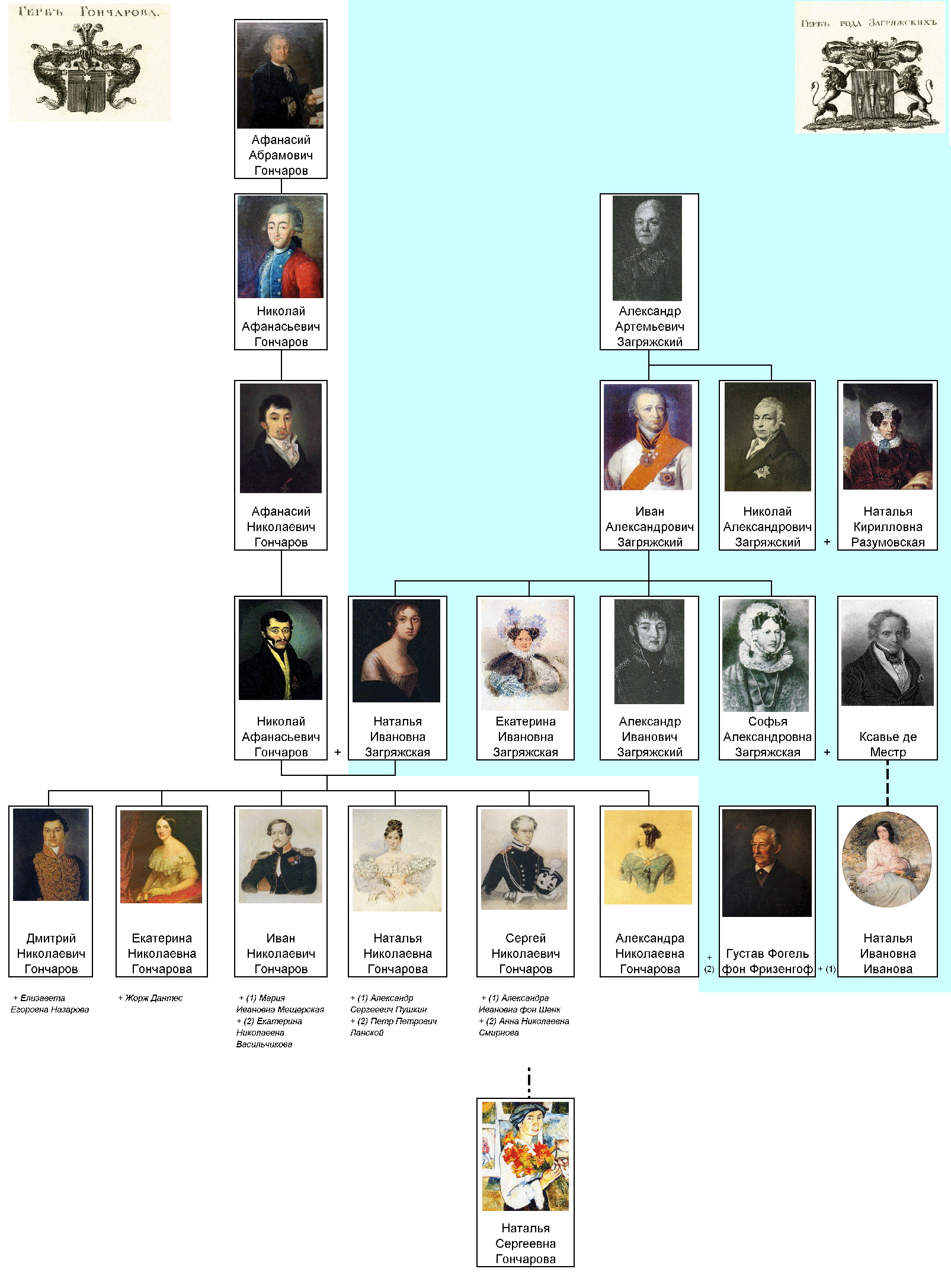
Степень родства с Пушкиным

Был женат на фрейлине Софии Ивановне Загряжской (1778—1851), тётке Н. Н. Гончаровой. Обстоятельства знакомства Ксавье де Местра и Софии Ивановны, которые сообщила в своих воспоминаниях А. Арапова, неверны. По словам Араповой, де Местр якобы воевал во время Отечественной войны на стороне французов, попал в плен, заболел, и его выходила София Ивановна. На самом деле предложение Загряжской де Местр сделал ещё до войны.
Свадьба состоялась 19 января 1813 года в Петербурге, при императорском дворе, в присутствии двух императриц. Супруги поселились в Зимнем дворце. У Местров было четверо детей, но все они умерли в раннем возрасте: сын Андрей (ум. 1820) и дочь Александра (19.11.1814—02.03.1823; умерла от чахотки) — в Петербурге; двое других детей, дочь Екатерина (05.12.1815) и имя которого неизвестно, — за границей, куда их увезли родители в надежде поправить здоровье.
Ещё до отъезда Местры приняли на воспитание Наталью Ивановну Иванову (1801—1851), вместе с ними она жила за границей и в 1836 году вышла замуж за атташе австрийского посольства в Неаполе Густава Фризенгофа. Н. Раевский, посетив в 1838 году Бродзяны, поместье Фризенгофов в Словакии, сравнивал портреты Ксавье де Местра и Натальи Ивановны и предположил, что она — его незаконнорождённая дочь. Известно, что у де Местра была дочь, рождённая вне брака, «которую он очень любил». И. Ободовская и М. Дементьев не находили сходства между де Местром и его воспитанницей. Кроме того, исследователи обратили внимание, что на надгробии Натальи Ивановны в Александро-Невской лавре значится «урождённая Загряжская». По их предположению, она была дочерью брата Софьи Ивановны, Александра Загряжского от какой-то неизвестной женщины.

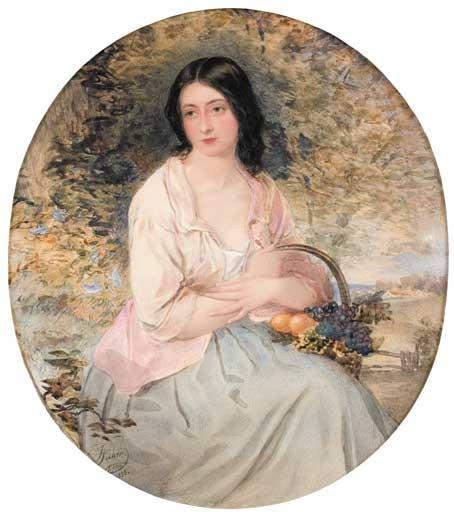
Н. И. Фризенгоф (Иванова)

С 1825 года Местры жили в Италии, Франции, Швейцарии, в Россию они вернулись в 1839 году, когда Густав Фризенгоф получил назначение в австрийском посольстве Петербурга. Местры и Фризенгофы провели лето на Каменном острове, сняв дом рядом с дачей своей племянницы Н. Н. Пушкиной. Осенью, переехав в город, Ксаверий Ксаверьевич и София Ивановна поселились в доме Адама на Почтамтской улице вместе с её семьёй. Наталья Николаевна и её сестра, Александра Николаевна, почти каждый вечер проводили у Местров. Салон Софии Ивановны родственники считали скучным и бесцветным, по их отзывам, он не был популярен в петербургском обществе. Однако известен отзыв Плетнёва о последних годах жизни Местров: 
«Граф и графиня живут одни — двое умных и живых стариков; нельзя изобразить, как интересно видеть 80-летнего Местра, желающего со всею готовностью души участвовать в умственных занятиях. До сих пор он пишет брошюры по части физики и отсылает их в Париж. Ещё за два года он написал несколько картин масляными красками».
После смерти Софии Ивановны её племянник С. Г. Строганов вступил в права наследника владений Загряжских с обязательством выплаты 6 % годовых с капитала де Местру. Сам де Местр последние месяцы жизни, вероятно, находился на попечении Н. Ланской, он умер в Стрельне у неё на даче. Похоронен на Смоленском лютеранском кладбище в Петербурге.